# Rhinoneura
Rhinoneura – rodzaj ważek z rodziny Chlorocyphidae.

## Rozmieszczenie geograficzne
Rodzaj Rhinoneura obejmuje gatunki występujące endemicznie na Borneo.

## Podział systematyczny
Do rodzaju należą następujące gatunki:
- Rhinoneura caerulea Kimmins, 1936
- Rhinoneura villosipes Laidlaw, 1915